# Іарлей
Іарлей (порт. Iarley, нар. 29 березня 1974, Кішерамобін) — бразильський футболіст, що грав на позиції нападника.
Виступав, зокрема, за «Бока Хуніорс», з яким став чемпіоном Аргентини та володарем Міжконтинентального кубка, а також «Інтернасьйонал», у складі якого став клубним чемпіоном світу, а також володарем Кубка Лібертадорес та переможцем Рекопи Південної Америки.

## Ігрова кар'єра
Народився 29 березня 1974 року в місті Кішерамобін. Вихованець футбольної школи клубу «Ферровіаріо». Дорослу футбольну кар'єру розпочав 1994 року в основній команді того ж клубу, а у наступному році грав за іншу місцеву команду «Кішада».
1995 року відправився до Іспанії, де опинився у структурі клубу «Реал Мадрид», але виступав виключно за дубль. Так і не пробившись до основи «вершкових», бразилець покинув клуб і виступав за нижчолігові іспанські команди «Сеута» та «Мелілья», а 2001 року повернувся на батьківщину, ставши гравцем «Сеари».
2003 року став гравцем «Пайсанду» (Белен), виступаючи за який зацікавив скаутів аргентинського «Бока Хуніорс», куди перейшов того ж року. У цій команді нападник став чемпіоном Аргентини і обіграв в матчі за Міжконтинентальний кубок італійський «Мілан».
Після півтора сезонів, проведених в Мексиці за «Дорадос де Сіналоа», Іарлей повернувся в чемпіонат Бразилії і став одним із лідерів в «Інтернасьйоналі», завоювавши безліч титулів з цим клубом (в тому числі з його пасу у фіналі Клубного чемпіонату світу Адріано Габіру забив переможний м'яч у ворота іспанської «Барселони»). Також додав до переліку своїх трофеїв титул володаря Кубка Лібертадорес та ставав переможцем Рекопи Південної Америки. Загалом відіграв за команду з Порту-Алегрі три сезони своєї ігрової кар'єри.
У 2008 році, будучи віце-капітаном «Інтернасьйонала», Іарлей вирішив перейти в «Гояс», з яким у 2009 році виграв чемпіонат штату. Наприкінці того ж року Іарлей підписав контракт з «Корінтіансом», з якого здавався в оренду в «Сеару», але 2011 року повернувся в «Гояс». З цією командою виграв ще один чемпіонат штату у 2012 році, а також став переможцем Серії Б.
Згодом протягом 2013 року захищав кольори «Пайсанду» (Белен), вигравши чемпіонат штату Пара, а завершив професійну ігрову кар'єру наступного року у клубі «Ферровіаріо», у складі якого вже виступав раніше.

## Титули і досягнення
«Сеара»
- Чемпіон штату Сеара: 2002, 2011

Бока Хуніорс
- Чемпіон Аргентини: Клаусура 2003
- Володар Міжконтинентального кубка: 2003

«Інтернасьйонал»
- Володар Кубка Лібертадорес: 2006
- Клубний чемпіон світу: 2006
- Переможець Рекопи Південної Америки: 2007
- Ріу-Гранді-ду-Сул: 2008

«Гояс»
- Чемпіон штату Гояс: 2009, 2012
- Переможець бразильської Серії Б: 2012

«Пайсанду»
- Чемпіон штату Пара: 2013